# Sharon Rendle
Sharon Rendle, född den 18 juni 1966 i Kingston upon Hull, Storbritannien, är en brittisk judoutövare.
Hon tog OS-brons i damernas halv lättvikt i samband med de olympiska judotävlingarna 1992 i Barcelona.